# Сляч
Сляч (Сліач, словац. Sliač, угор. Szliács) — місто, громада в окрузі Зволен, центральна Словаччина. Кадастрова площа громади — 39,830 км². Населення — 4980 осіб (за оцінкою на 31 грудня 2017 р.). Протікає Сєлніцький потік.
Перша згадка 1244 року.

## Географія
Водойма — річка Грон; протікають Ковачовський потік і Вовчий потік.

## Населення
| Рік:            | 1994. | 2004.   | 2014.   | 2024.   |
| --------------- | ----- | ------- | ------- | ------- |
| Кількість осіб: | 4982  | 4853    | 5015    | 4788    |
| Різниця:        |       | -2,58 % | +3,33 % | -4,52 % |

| Рік:            | 2023. | 2024.   |
| --------------- | ----- | ------- |
| Кількість осіб: | 4761  | 4788    |
| Різниця:        |       | +0,56 % |

## Транспорт
Міжнародний аеропорт.